# Nordisk familjebok

Logotipo da primeira edição (1876)

Uggleupplagan, a edição da coruja

Nordisk familjebok (em português:  "Enciclopédia familiar nórdica") é uma enciclopédia de língua sueca, editada  inicialmente entre 1876 e 1926, e posteriormente entre 1923 e 1993.
A primeira edição foi publicada entre 1876 e 1899 e era composta por 20 volumes. Essa edição é conhecida como a edição Iduna por motivo da ilustração de uma Iduna (entidade da mitologia nórdica) na capa. A segunda edição (Uggleupplagan) foi publicada entre 1904 e 1926 em 38 volumes, assim se tornando uma das maiores, senão a maior enciclopédia em sueco.
Nos anos de 1990, a Universidade de Linköping (Linköpings universitet) iniciou o Projeto Runeberg com o objetivo de digitalizar cópias de antigos documentos (uma vez que, se trata, atualmente, de uma obra do domínio público), à semelhança do que o Projeto Gutenberg faz com obras na língua inglesa. Nesse âmbito, foram digitalizadas e disponibilizadas na Internet todas as 45.000 páginas do Nordisk familjebok.